# Kvinnor i Alger
Kvinnor i Alger (franska: Femmes d'Alger dans leur appartement) är en oljemålning av den franske konstnären Eugène Delacroix. Den målades 1834 och ställdes ut samma år på salongen i Paris där den inköptes av franska staten. Den ingår i Louvrens samlingar i Paris. Delacroix målade 1847–1849 en mindre replika (Femmes d'Alger dans leur intérieur, 85 x 112 cm) som idag tillhör Musée Fabre.
Liksom flera andra konstnärer under romantiken var Delacroix fascinerad av orienten och för kulturen i de muslimska länderna i Nordafrika. En längre resa till Marocko och Algeriet 1832 gav honom en livslång konstnärlig inspiration. Han studerade och tecknade såväl landskapet som folkliv och jaktscener (till exempel Lejonjakt). Vid ett tillfälle besökte han ett harem (kvinnlig avdelning) i ett välbärgat hem i Alger som gav till inspiration till denna målning.
Några av de ursprungliga skisserna från Alger finns bevarade i Louvren. Hans slutliga målning har inspirerat flera konstnärer, i synnerhet impressionisterna. Till exempel Auguste Renoir målade 1872 Kvinnor från Paris i algeriska kläder med ett liknande motivval. Även Pablo Picasso inspirerades av Delacroix och 1954–1955 utförde han 15 verk med den gemensamma titeln Kvinnorna i Alger.

## Relaterade målningar

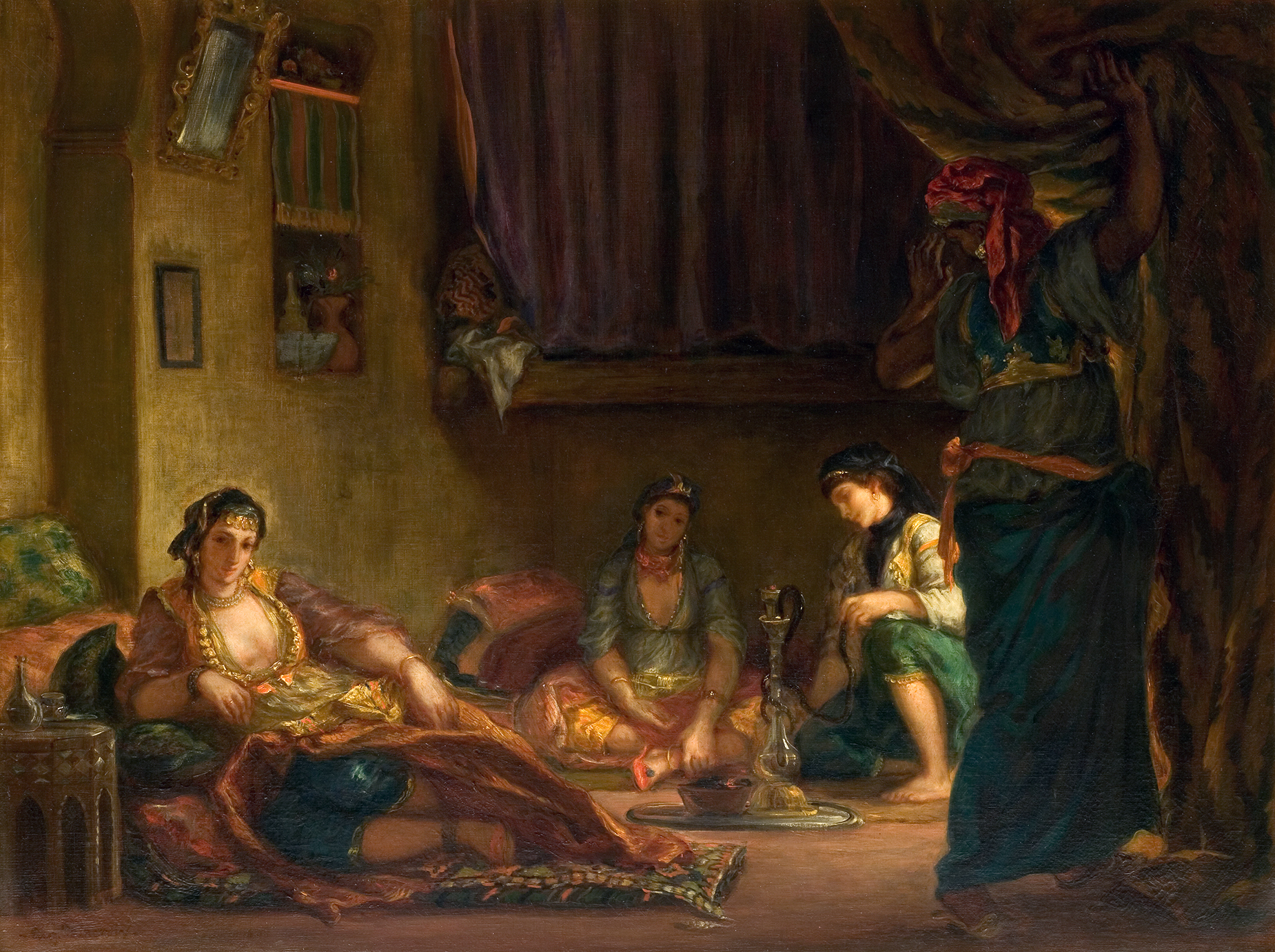
1847–1849 års version, Femmes d'Alger dans leur intérieur, är utställd på Musée Fabre i Montpellier.
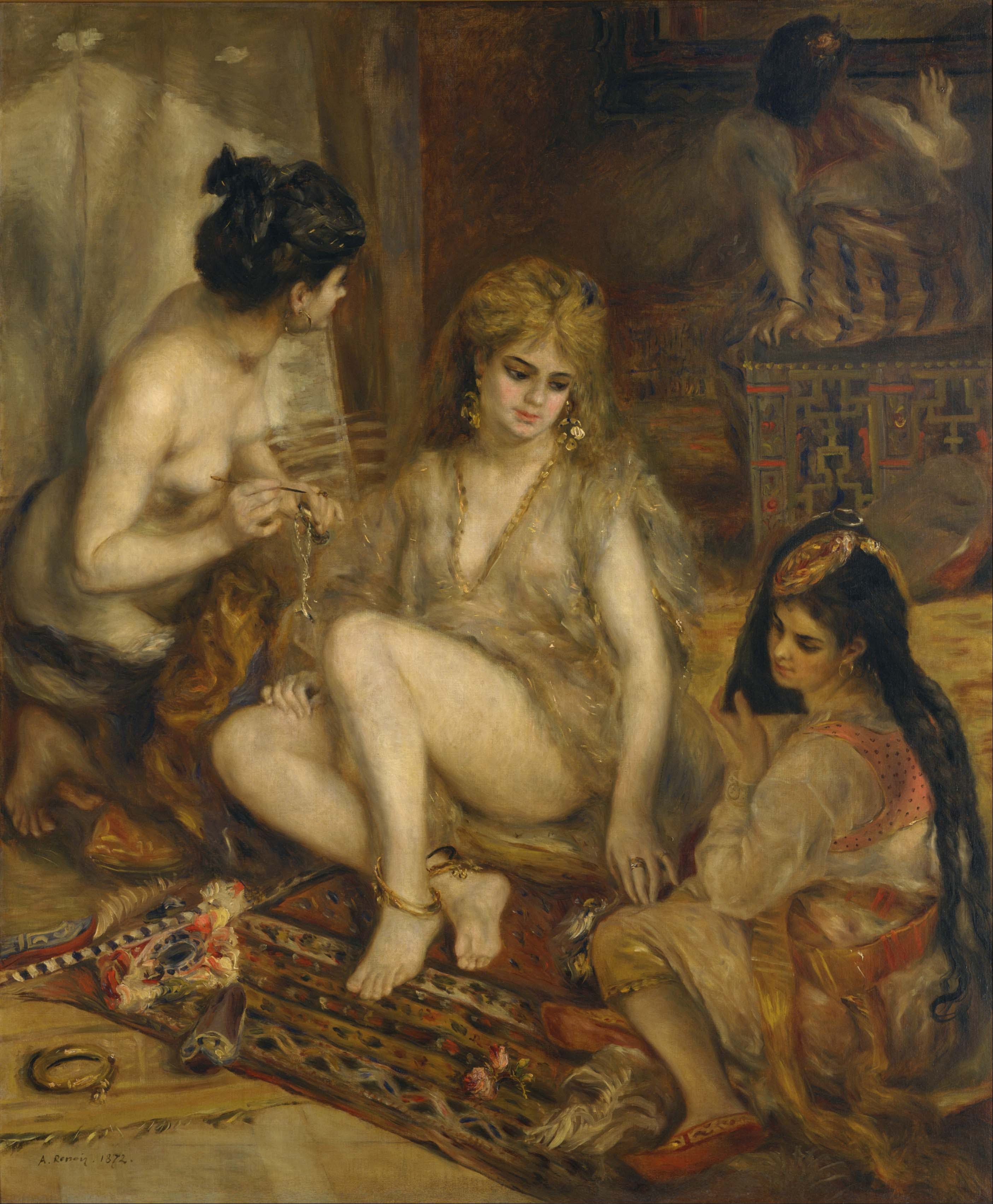
Auguste Renoirs Kvinnor från Paris i algeriska kläder från 1872.
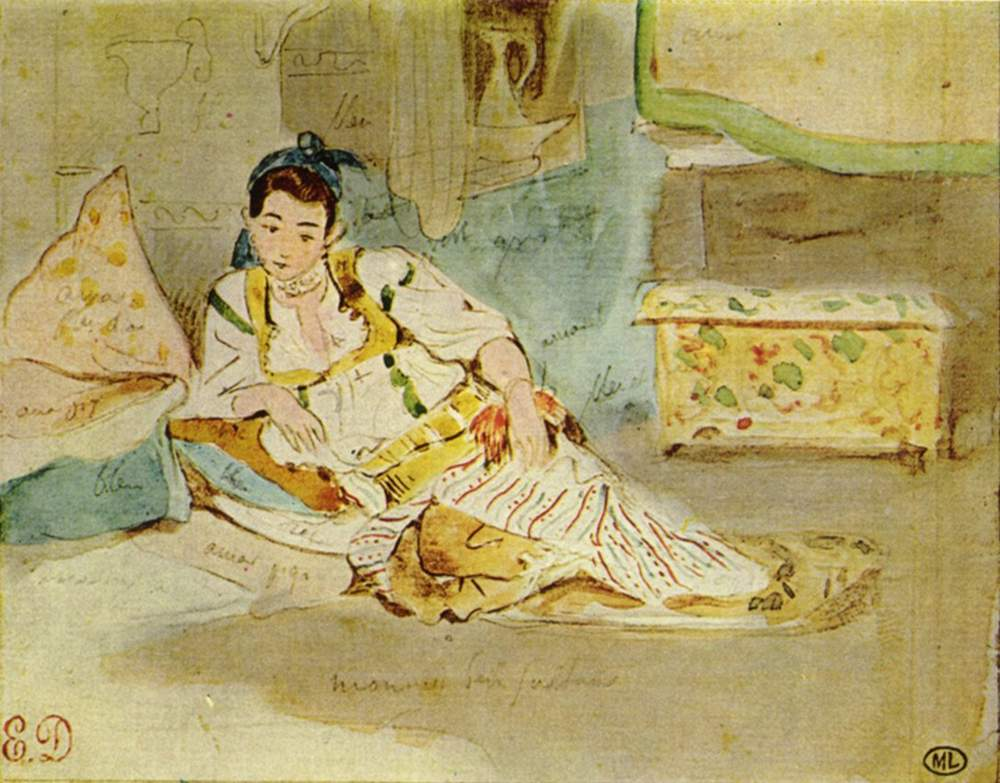
Skiss till målning från 1832. Louvren.
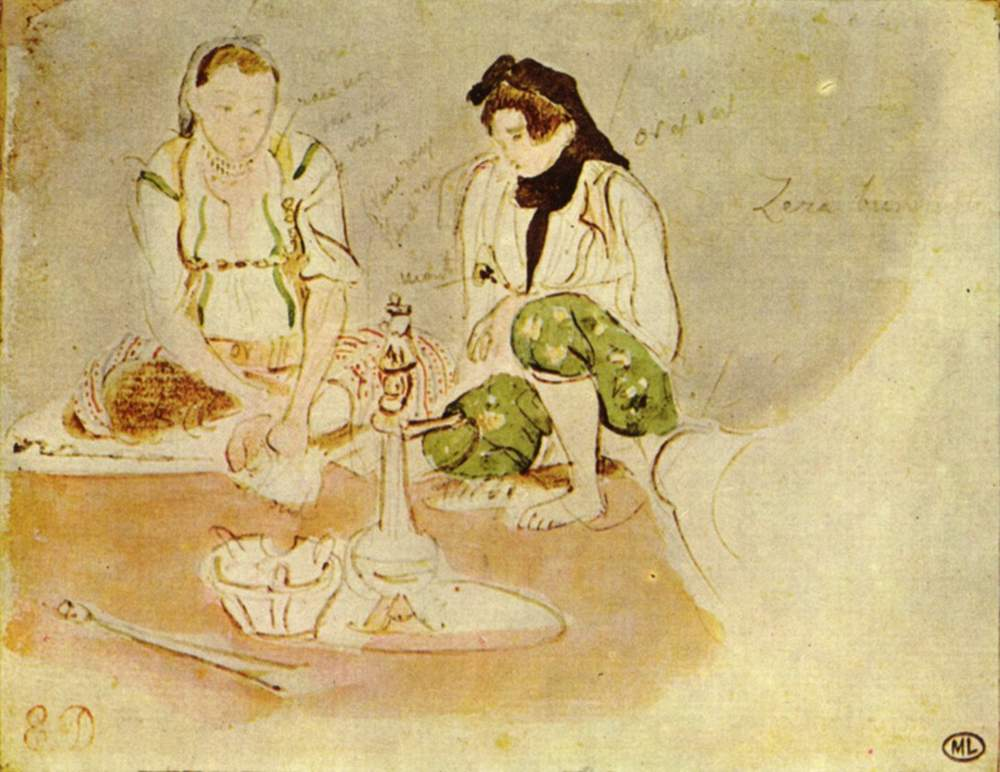
Skiss till målning från 1832. Louvren.